# Julie, perché non vuoi?
Julie, perché non vuoi? (Crooks Anonymous) è un film britannico del 1962, diretto da Ken Annakin.